# Бахмутинская культура
Бахму́тинская культура — археологическая культура эпохи Великого переселения народов на территории современного Башкортостана. Название получила по могильнику у деревни Бахмутино Благовещенского район Башкирской АССР на реке Уфе. Исследована археологом А. В. Шмидтом в 1928 году. Географически располагается в районе рек Белая, Быстрый Танып, Кама и Уфа.

## Описание
Бахмутинская культура датируется III-VIII вв. н. э. и подразделяется на 2 периода: раннебахмутинский (III-V вв.) и позднебахмутинский (VI-VIII вв.). В число памятников бахмутинской культуры на территории Башкортостана входят:
- Ангасякский могильник
- Барьязинское городище
- Бахмутинский могильник[баш.]
- Бирский могильник
- Бирское городище
- Казакларовские городища
- Каратамакский могильник
- Манякский археологический комплекс
- Новотурбаслинские селища
- Старокабановский могильник
- Старомуштинский могильник
- Сорвихинское городище
- Уфимские городища
- Уфимское (Чёртово) кладбище
- Югамашевское городище
- Юлдашевское городище
- Юмакаевское городище

## Этническая принадлежность
Бахмутинцы считаются финно-уграми. Вероятно, в китайских хрониках население бахмутинской культуры названо племенами Янь, что сопоставляется с тюркским названием удмуртов — ар.